# À Sainte-Savine
 (avril 2023).
À Sainte-Savine est une chanson de 1966 interprétée par Simone Bartel et Monique Morelli, écrite par Pierre Mac Orlan sur une musique de Henri-Jacques Dupuy.

## Historique
Invitée à l’émission télévisée Au rendez-vous de l’accordéon du 31 mai 1966, Simone Bartel interprète une chanson extraite d'un recueil de Mac Orlan en sa présence, c'est : À Sainte-Savine.

## Caractérisation
Le titre de la chanson fait référence à la fois à Sainte Savine et à la ville de Sainte-Savine (laquelle a pris le nom de la sainte), une commune de l'Aube. En 1966, Mac Orlan fait paraître un second recueil de chansons intitulé Mémoires en chansons. Revivent souvenirs, passé et présent, mais aussi solitude du poète dans son hameau des Archets à Saint-Cyr-sur-Morin ... Paris, la guerre de 1914-1918, et Sainte-Savine (« Où est la fill' de Sainte Savine / chantant dans les guinguett's en fleurs / Pour les soldats qui prédominent / Du premier bataillon de chasseurs ? »). Simone Bartel et Monique Morelli sont les principales interprètes de cette chanson d'accordéon,.
Cette chanson est aujourd'hui revendiquée anti-guerre.